# Звід пам'яток історії та культури України: Полтавська область. Диканський район
«Звід пам'яток історії та культури України: Полтавська область. Диканський район» — видання з серії публікацій «Звід пам'яток історії та культури України: Полтавська область», про багатство культурно-історичної спадщини, а також про природоохоронні об'єкти, що знаходяться на території Диканського району Полтавської області.
| № пп | Населений пункт                  | Назва об'єкту | Тип 1       | Тип 2   | Тип 3       |
| ---- | -------------------------------- | --- | ----------- | ------- | ----------- |
| 1    | Диканька, смт.                   | Диканський - регіональний ландшафтний парк (природа) | природа     |         |             |
| 2    | Диканька, смт.                   | Парасоцький ліс - ботанічна пам’ятка природи загальнодержавного значення (природа) | природа     |         |             |
| 3    | Диканька, смт.                   | Селище Диканька І, місцезнаходження, ур. Дмитренкова балка (доба раннього заліза VIII - VI ст. до н.е, енеоліт, епоха бронзи (археол.) | археологія  |         |             |
| 4    | Диканька, смт.                   | Селище Диканька II, ур. Зозулина балка, пункт 2 (скіфський час) (археол.) | археологія  |         |             |
| 5    | Диканька, смт.                   | Селище Диканька III, курганний могильник, ур. Нелюби (доба бронзи, скіфський час, черняхівська культура) (археол.) | археологія  |         |             |
| 6    | Диканька, смт.                   | Селище Диканька IV, ур. Балагутине (скіфський час) (археол.) | археологія  |         |             |
| 7    | Диканька, смт.                   | Селище Диканька V, ур. Жукове, пункт 2 (скіфський час) (археол.) | археологія  |         |             |
| 8    | Диканька, смт.                   | Селище Диканька VI, курганний могильник, ур. Нараджівський хрест (скіфський час, пізнє середньовіччя) (археол.) | археологія  |         |             |
| 9    | Диканька, смт.                   | Диканька VII, селище (скіфський час, VII - IV ст. до н.е.) (археол.) | археологія  |         |             |
| 10   | Диканька, смт.                   | Диканька VIII, селище (скіфський час, VII-IV ст. до н.е.), курганний могильник II, ур. Корольова балка (Королеве, Нелюбівка) (археол.) | археологія  |         |             |
| 11   | Диканька, смт.                   | Селище Диканька IX, ур. Зозулина балка, пункт 1 (скіфський час) (археол.) | археологія  |         |             |
| 12   | Диканька, смт.                   | Селище Диканька X, ур. Хомичова балка, пункт 1 (скіфський час) (археол.) | археологія  |         |             |
| 13   | Диканька, смт.                   | Селище Диканька XI, ур. Хомичова балка, пункт 2 (ранній залізний вік) (археол.) | археологія  |         |             |
| 14   | Диканька, смт.                   | Селище Диканька XII, ур. Матійцева балка, пункт 1, (ранній залізний вік) (археол.) | археологія  |         |             |
| 15   | Диканька, смт.                   | Селище Диканька XIII, ур. Матійцева балка, пункт 2 (скіфський час, черняхівська культура) (археол.) | археологія  |         |             |
| 16   | Диканька, смт.                   | Селище Диканька XIV, ур. Тернова Балка (ранній залізний вік) (археол.) | археологія  |         |             |
| 17   | Диканька, смт.                   | Селище Диканька XV, ур. Хрест (скіфський час) (археол.) | археологія  |         |             |
| 18   | Диканька, смт.                   | Селище Диканька XVI, ур. Дзюбин Яр (бондарихинська культура, ранній залізний вік, пізнє середньовіччя) (археол.) | археологія  |         |             |
| 19   | Диканька, смт.                   | Селище Диканька XVII, ур. Газокомпресорна станція (скіфський час) (ахреол.) | археологія  |         |             |
| 20   | Диканька, смт.                   | Курганний могильник І, ур. Корольова балка (Королеве, Нелюбівка) (археол.) | археологія  |         | курган      |
| 21   | Диканька, смт.                   | Курганна група, місце битви 1658 р., місце загибелі гетьмана І. Брюховецького (археол., іст.) | археологія  | історія | курган      |
| 22   | Диканька, смт.                   | Меморіальний комплекс: братські могили радянських воїнів 1941, 1943 рр. (2); пам’ятний знак полеглим землякам; пам’ятний знак на честь героїв Диканьщини; пам’ятний знак учасникам бойових дій в Афганістані | історія     |         | (1941-1945) |
| 23   | Диканька, смт.                   | Могила військовополоненого та пам’ятник радянським воїнам, що захищали і визволяли Диканщину (іст.) | історія     |         | (1941-1945) |
| 24   | Диканька, смт.                   | Пам’ятний знак на честь воїнів Воронезького і Степового фронтів, які звільнили селище (іст.) | історія     |         | (1941-1945) |
| 25   | Диканька, смт.                   | Пам’ятник гвардійській «Катюші» (іст.) | історія     | техінка | (1941-1945) |
| 26   | Диканька, смт.                   | Місце спостережного пункту 4-го гвардійського мінометного полку, братська могила воїнів (іст.) | історія     |         | (1941-1945) |
| 27   | Диканька, смт.                   | Братська могила жертв нацизму (іст.) | історія     |         | (1941-1945) |
| 28   | Диканька, смт.                   | Місце розстрілу і поховання мирних громадян, партизанів, військовополонених (іст.) | історія     |         | (1941-1945) |
| 29   | Диканька, смт.                   | Могили радянських воїнів (2) (іст.) | історія     |         | (1941-1945) |
| 30   | Диканька, смт.                   | Могила радянського воїна (іст.) | історія     |         | (1941-1945) |
| 31   | Диканька, смт.                   | Могила радянського воїна (іст.) | історія     |         | (1941-1945) |
| 32   | Диканька, смт.                   | Могила партизана Сердюка Леоніда Григоровича (іст.) | історія     |         | (1941-1945) |
| 33   | Диканька, смт.                   | Могила партизана Колісника Василя Максимовича (іст.) | історія     |         | (1941-1945) |
| 34   | Диканька, смт.                   | Братська могила учасників Громадянської війни (іст.) | історія     |         | (1918-1921) |
| 35   | Диканька, смт.                   | Пам’ятний знак жертвам Голодомору 1932-1933 рр. (іст.) | історія     |         | (1932-1933) |
| 36   | Диканька, смт.                   | Місця поховань Голодомору 1932 - 1933 рр. (іст.) | історія     |         | (1932-1933) |
| 37   | Диканька, смт.                   | Пам’ятний знак чорнобильцям - ліквідаторам аварії на Чорнобильській атомній електростанції (іст.) | історія     |         | ЧАЕС        |
| 38   | Диканька, смт.                   | Пам’ятник Тарасу Григоровичу Шевченку (іст.) | історія     |         | Шевченко    |
| 39   | Диканька, смт.                   | Пам’ятник Миколі Васильовичу Гоголю (мист.) | мистецтво   |         |             |
| 40   | Диканька, смт.                   | Гоголівські герої Оксана і Вакула (іст.) | історія     |         |             |
| 41   | Диканька, смт.                   | Пам’ятний знак Вітвіцькому Миколі Михайловичу (іст.) | історія     |         |             |
| 42   | Диканька, смт.                   | Пам’ятник Івану Івановичу Кухарю (мист.) | мистецтво   |         |             |
| 43   | Диканька, смт.                   | Пам’ятник Миколі Олексійовичу Островському (мист.) | мистецтво   |         |             |
| 44   | Диканька, смт.                   | Пам’ятник Володимиру Іллічу Леніну (іст.) | історія     |         | ленін       |
| 45   | Диканька, смт.                   | Пам’ятник Володимиру Іллічу Леніну (іст.) | історія     |         | ленін       |
| 46   | Диканька, смт.                   | Могила Леоніда Харитоновича Ільченка (іст.) | історія     |         | могила      |
| 47   | Диканька, смт.                   | Могила Федора Григоровича Марченка (іст.) | історія     |         | могила      |
| 48   | Диканька, смт.                   | Могила Дмитра Михайловича Гармаша (іст.) | історія     |         | могила      |
| 49   | Диканька, смт.                   | Могила Василя Петровича Скорика (іст.) | історія     |         | могила      |
| 50   | Диканька, смт.                   | Миколаївська церква (архітектура) | архітектура |         | церква      |
| 51   | Диканька, смт.                   | Троїцька церква (архітектура) | архітектура |         | церква      |
| 52   | Диканька, смт.                   | Тріумфальна арка (архітектура.) | архітектура |         |             |
| 53   | Диканька, смт.                   | Будинок адміністративного корпусу лісопильного заводу (іст.) | історія     |         |             |
| 54   | Диканька, смт.                   | Будинок колишньої учительської земської школи (іст.) | історія     |         |             |
| 55   | Диканька, смт.                   | Будинок, в якому працював Олексій Іванович Діхтяр, навчався Олександр Назарович Щербань, відвідував Альберт-Ріс Вільямс (іст.) | історія     |         |             |
| 56   | Диканька, смт.                   | Будинок Диканського історико-краєзнавчого музею ім. Д.М. Гармаша (іст.) | історія     |         |             |
| 57   | Диканька, смт.                   | Будинок, в якому жив Леонід Харитонович Ільченко (іст.) | історія     |         |             |
| 58   | Диканька, смт.                   | Парова машина (пам’ятник техніки) | техніка     |         |             |
| 59   | Диканька, смт.                   | Трактор ХТЗ (пам’ятник техніки) | техніка     |         |             |
| 60   | Диканька, смт.                   | Вітряк (пам’ятник техніки) | техніка     |         |             |
| 61   | Андріївка, с.                    | Курганний могильник І (археол.) | археологія  |         | курган      |
| 62   | Андріївка, с.                    | Курганний могильник II, ур. Шилівка (археол.) | історія     |         | курган      |
| 63   | Андріївка, с.                    | Братська могила радянських воїнів, пам’ятник загиблим землякам (іст.) | історія     |         | (1941-1945) |
| 64   | Андріївка, с.                    | Братська могила жертв нацизму (іст.) | історія     |         | (1941-1945) |
| 65   | Андріївка, с.                    | Пам’ятний знак жертвам Голодомору 1932 - 1933 рр. (іст.) | історія     |         | (1932-1933) |
| 66   | Андріївка, с.                    | Пам’ятник Фрідріху Енгельсу (іст.) | історія     |         |             |
| 67   | Байрак, с.                       | Курганний могильник І (археол.) | археологія  |         | курган      |
| 68   | Байрак, с.                       | Курганний могильник II (археол.) | археологія  |         | курган      |
| 69   | Байрак, с.                       | Братська могила радянських воїнів, пам’ятний знак полеглим землякам (іст.) | історія     |         | (1941-1945) |
| 70   | Байрак, с.                       | Пам’ятник Тарасу Григоровичу Шевченку (мист.) | мистецтво   |         | Шевченко    |
| 71   | Байрак, с.                       | Пам’ятник учасникам громадянської війни (іст.) | історія     |         | (1918-1921) |
| 72   | Байрак, с.                       | Пам’ятний знак жертвам Голодомору 1932 - 1933 рр. (іст.) | історія     |         | (1932-1933) |
| 73   | Байрак, с.                       | Пам’ятник Михайлу Івановичу Калініну (іст.) | історія     |         |             |
| 74   | Балясне, с.                      | Курганний могильник І (археол.) | археологія  |         | курган      |
| 75   | Балясне, с.                      | Пам’ятний знак полеглим землякам, пам’ятний знак учасникам бойових дій в Афганістані (іст.) | історія     |         |             |
| 76   | Балясне, с.                      | Братська могила радянських воїнів (іст.) | історія     |         | (1941-1945) |
| 77   | Балясне, с.                      | Меморіальна дошка на честь Героя Радянського Союзу Михайла Кіндратовича Терещенка (іст.) | історія     |         |             |
| 78   | Балясне, с.                      | Могила жертви нацизму Микити Михайловича Репала (іст.) | історія     |         | (1941-1945) |
| 79   | Балясне, с.                      | Пам’ятник Валерію Павловичу Чкалову (іст.) | історія     |         |             |
| 80   | Балясне, с.                      | Могила жертв Голодомору 1932 - 1933 рр. (іст.) | історія     |         | (1932-1933) |
| 81   | Балясне, с.                      | Могила Володимира Володимировича Сторчуна (іст.) | історія     |         | могила      |
| 82   | Балясне, с.                      | Меморіальна дошка на честь Володимира Володимировича Сторчуна (іст.) | історія     |         |             |
| 83   | Борисівка, с.                    | Селище Борисівка І (III - V ст. н.е., черняхівська культура) (археол.) | археологія  |         |             |
| 84   | Борисівка, с.                    | Курган І (археол.) | археологія  |         | курган      |
| 85   | Борисівка, с.                    | Пам’ятний знак жертвам Голодомору 1932 - 1933 рр. (іст.) | історія     |         | (1932-1933) |
| 86   | Василівка, с.                    | «Пустовітка» - ботанічна пам’ятка природи місцевого значення (природа) | природа     |         |             |
| 87   | Василівка, с.                    | Селище скіфського часу Василівка І (кол. Трояни І) (археол.) | археологія  |         |             |
| 88   | Василівка, с.                    | Селище скіфського часу Василівка II (кол. Трояни II) (VII - V ст. до н.е.) (археол.) | археологія  |         |             |
| 89   | Василівка, с.                    | Селище Василівка III, (скіфський час, VII-IV ст. до н.е.) (археол.) | археологія  |         |             |
| 90   | Василівка, с.                    | Селище Василівка IV, курганний могильник (скіфський час, пізнє середньовіччя) (археол.) | археологія  |         |             |
| 91   | Василівка, с.                    | Селище Василівка V, ур. Ріг (доба раннього заліза) (археол.) | археологія  |         |             |
| 92   | Василівка, с.                    | Селище Василівка VI, курганний могильник, ур. Собакарьова Балка (доба раннього заліза) (археол.) | археологія  |         |             |
| 93   | Василівка, с.                    | Селище Василівка VII (бронзовий вік, черняхівська культура), курганний могильник (археол.) | археологія  |         |             |
| 94   | Василівка, с.                    | Селище Василівка VIII (доба бронзи, ранній залізний вік, раннє та пізнє середньовіччя (археол.) | археологія  |         |             |
| 95   | Василівка, с.                    | Селище Василівка IX, курганний могильник (доба раннього заліза (археол.) | археологія  |         |             |
| 96   | Василівка, с.                    | Селище Василівка X, (доба раннього заліза) (археол.) | археологія  |         |             |
| 97   | Василівка, с.                    | Селище Василівка XI, ур. Соловйове плесо (доба бронзи, ранній залізний вік) (археол.) | археологія  |         |             |
| 98   | Василівка, с.                    | Селище Василівка XII, ур. Победрине, пункт 1 (скіфський час) (археол.) | археологія  |         |             |
| 99   | Василівка, с.                    | Селище Василівка XIII, ур. Победрине, пункт 2 (скіфський час) (археол.) | археологія  |         |             |
| 100  | Василівка, с.                    | Курганний могильник І - Василівський курганний некрополь скіфського часу (кін. VI - 1-ї пол. IV ст. до н.е.) (археол.) | археологія  |         | курган      |
| 101  | Василівка, с.                    | Курганний могильник II (археол.) | археологія  |         | курган      |
| 102  | Василівка, с.                    | Курганний могильник IV (археол.) | археологія  |         | курган      |
| 103  | Василівка, с.                    | Курган І - скіфський час (археол.) | археологія  |         | курган      |
| 104  | Василівка, с.                    | Братська могила радянських воїнів, пам’ятний знак полеглим землякам (іст.) | історія     |         | (1941-1945) |
| 105  | Василівка, с.                    | Братська могила радянських воїнів (іст.) | історія     |         | (1941-1945) |
| 106  | Василівка, с.                    | Могили (2) учасників Громадянської війни (іст.) | історія     |         | (1918-1921) |
| 107  | Василівка, с.                    | Могили жертв Голодомору 1932 - 1933 рр. (іст.) | історія     |         | (1932-1933) |
| 108  | Велика Рудка, с.                 | Курган І (археол.) | археологія  |         | курган      |
| 109  | Велика Рудка, с.                 | Братська могила радянських воїнів, підпільників, пам’ятний знак полеглим землякам (іст.) | історія     |         | (1941-1945) |
| 110  | Велика Рудка, с.                 | Могила радянського воїна (іст.) | історія     |         | (1941-1945) |
| 111  | Велика Рудка, с.                 | Пам’ятний знак жертвам Голодомору 1932 - 1933 рр. (іст.) | історія     |         | (1932-1933) |
| 112  | Великі Будища, с.                | Археологічний комплекс: селище Великі Будища І, ур. Бам, (скіфський час, VII - IV ст. до н.е., пеньківська культура), курганний могильник IV (археол.) | археологія  |         |             |
| 113  | Великі Будища, с.                | Курганний могильник І, майдан (археол.) | археологія  |         | курган      |
| 114  | Великі Будища, с.                | Курганний могильник II (археол.) | археологія  |         | курган      |
| 115  | Великі Будища, с.                | Курганний могильник III (археол.) | археологія  |         | курган      |
| 116  | Великі Будища, с.                | Курган І (археол.) | археологія  |         | курган      |
| 117  | Великі Будища, с.                | Братська могила радянських воїнів, пам’ятний знак полеглим землякам (іст.) | історія     |         | (1941-1945) |
| 118  | Великі Будища, с.                | Пам’ятний знак полеглим землякам (іст.) | історія     |         | (1941-1945) |
| 119  | Великі Будища, с.                | Братська могила підпільників та радянського воїна (іст.) | історія     |         | (1941-1945) |
| 120  | Великі Будища, с.                | Місце розстрілу підпільників (іст.) | історія     |         | (1941-1945) |
| 121  | Великі Будища, с.                | Місце, де був підписаний Великобудищанський трактат між шведським королем Карлом XII, гетьманом Іваном Мазепою та кошовим отаманом Запорозької Січі Костем Гордієнком 8 квітня 1709 року (іст.) | історія     |         |             |
| 122  | Великі Будища, с.                | Пам’ятний знак жертвам Голодомору 1932 - 1933 рр. (іст.) | історія     |         | (1932-1933) |
| 123  | Великі Будища, с.                | Могила Іоанна Михайловича Костенка (іст.) | історія     |         | могила      |
| 124  | Великі Будища, с.                | Могила Михайла Івановича Костенка (іст.) | історія     |         | могила      |
| 125  | Великі Будища, с.                | Могила Юрія Михайловича Кононенка (іст.) | історія     |         | могила      |
| 126  | Великі Будища, с.                | Могила Миколи Олександровича Матюха (іст.) | історія     |         | могила      |
| 127  | Великі Будища, с.                | Будинок земської школи, в якій перебував поет, перший міністр культури і освіти України в уряді Української Народної Республіки Іван Матвійович Стешенко, конструктор стрілецької зброї Михайло Тимофійович Калашников, навчалися: Герої Радянського Союзу Іван Іванович Даценко, Стефан Юхимович Войтенко, Іван Якович Пелих, кавалер трьох орденів Слави Герой Соціалістичної Праці Марія Максимівна Листопад, учасник бойових дій в Афганістані Юрій Михайлович Кононенко (іст.) | історія     |         |             |
| 128  | Великі Будища, с.                | Колишній будинок поміщика М.К. Римбаківського (іст.) | історія     |         |             |
| 129  | Великі Будища, с.                | Троїцька церква (архітектура) | архітектура |         | церква      |
| 130  | Веселівка, с.                    | Селище Веселівка І, ур. Павлії (Пасліївка, Павліївка) (скіфський час, VII - IV ст. до н.е.) (археол.) | археологія  |         |             |
| 131  | Веселівка, с.                    | Курганний могильник І, ур. Павлії (археол.) | археологія  |         | курган      |
| 132  | Веселівка, с.                    | Курган І (археол.) | археологія  |         | курган      |
| 133  | Водяна Балка, с.                 | Селище Водяна Балка І (скіфський час, Vil - IV ст. до н.е.) (археол.) | археологія  |         |             |
| 134  | Водяна Балка, с.                 | Селище Водяна Балка II, ур. Зв’ягольське (черняхівська культура, друга чверть І тис. н.е.) (археол.) | археологія  |         |             |
| 135  | Водяна Балка, с.                 | Селище Водяна Балка III (скіфський час, VII - IV ст. до н.е.) (археол.) | археологія  |         |             |
| 136  | Водяна Балка, с.                 | Селище Водяна Балка IV (скіфський час, VII - IV ст. до н.е.) (археол.) | археологія  |         |             |
| 137  | Водяна Балка, с.                 | Курганний могильник І (археол.) | археологія  |         | курган      |
| 138  | Водяна Балка, с.                 | Курганний могильник II (археол.) | археологія  |         | курган      |
| 139  | Водяна Балка, с.                 | Курганний могильник III, ур. Бородаї (археол.) | археологія  |         | курган      |
| 140  | Водяна Балка, с.                 | Курганний могильник IV (археол.) | археологія  |         | курган      |
| 141  | Водяна Балка, с.                 | Курган І (археол.) | археологія  |         | курган      |
| 142  | Водяна Балка, с.                 | Курган II (археол.) | археологія  |         | курган      |
| 143  | Водяна Балка, с.                 | Меморіальний комплекс: братська могила радянських воїнів, пам’ятний знак полеглим землякам, пам’ятний знак жертвам Голодомору 1932 - 1933 рр. (іст.) | історія     |         | (1941-1945) |
| 144  | Водяна Балка, с.                 | Пам’ятні знаки полеглим воїнам-землякам (іст.) | історія     |         | (1941-1945) |
| 145  | Водяна Балка, с.                 | Пам’ятник Сергію Мироновичу Кірову (іст.) | історія     |         |             |
| 146  | Гавронці, с.                     | Гавронці І, селище (скіфський час, VII - IV ст. до н.е.) (археол.) | археологія  |         |             |
| 147  | Гавронці, с.                     | Курганний могильник І (археол.) | археологія  |         | курган      |
| 148  | Гавронці, с.                     | Курган І (археол.) | археологія  |         | курган      |
| 149  | Гавронці, с.                     | Місце садиби, в якій проживала Марія Костянтинівна Башкирцева (іст.) | історія     |         |             |
| 150  | Гавронці, с.                     | Пам’ятний знак «Борцям за свободу народу» (іст.) | історія     |         | (1918-1921) |
| 151  | Горянщина, с.                    | Курган І (археол.) | археологія  |         | курган      |
| 152  | Горянщина, с.                    | Могили (2) жертв Голодомору 1932 - 1933 pp., жертв фашизму (іст.) | історія     |         | (1932-1933) |
| 153  | Горянщина, с.                    | Могили жертв Голодомору 1932 - 1933 рр. (іст.) | історія     |         | (1932-1933) |
| 154  | Дейнеківка, с.                   | Пам’ятний знак жертвам Голодомору 1932 - 1933 рр. (іст.) | історія     |         | (1932-1933) |
| 155  | Дячкове, с.                      | Лісосмуга О.О.Ізмаїльського - ботанічна пам’ятка природи місцевого значення (природа) | природа     |         |             |
| 156  | Дячкове, с.                      | Братська могила радянських воїнів (іст.) | історія     |         | (1941-1945) |
| 157  | Дячкове, с.                      | Дячківська економія Диканського Кочубеївського маєтку: погреби (З), конюшня, будинок О.О.Ізмаїльського (іст.) | історія     |         |             |
| 158  | Єлизаветівка, с.                 | Курган І (археол.) | археологія  |         | курган      |
| 159  | Кам’янка, с.                     | Могила радянського воїна (іст.) | історія     |         | (1941-1945) |
| 160  | Кам’янка, с.                     | Могила радянського воїна (іст.) | історія     |         | (1941-1945) |
| 161  | Кокозівка, с.                    | Пам’ятний знак жертвам Голодомору 1932 - 1933 рр. (іст.) | історія     |         | (1932-1933) |
| 162  | Кратова Говтва, с.               | Місцезнаходження Кратова Говтва І (доба бронзи, скіфський час), селище (черняхівська культура, III - V ст. н.е.) (археол.) | археологія  |         |             |
| 163  | Кратова Говтва, с.               | Селище Кратова Говтва II (скіфський час (VI - IV ст. до н.е.), черняхівська культура (друга чверть І тис. н.е.) (археол.) | археологія  |         |             |
| 164  | Кратова Говтва, с.               | Курганний могильник І (археол.) | археологія  |         | курган      |
| 165  | Кратова Говтва, с.               | Пам’ятний знак полеглим землякам (іст.) | історія     |         | (1941-1945) |
| 166  | Кучерівка, с.                    | Пам’ятний знак жертвам Голодомору 1932 - 1933 рр. (іст.) | історія     |         | (1932-1933) |
| 167  | Кучерівка, с.                    | Могили жертв Голодомору 1932 - 1933 рр. (іст.) | історія     |         | (1932-1933) |
| 168  | Ландарі, с.                      | Курганний могильник І (археол.) | археологія  |         | курган      |
| 169  | Ландарі, с.                      | Пам’ятний знак полеглим землякам (іст.) | історія     |         | (1941-1945) |
| 170  | Ландарі, с.                      | Пам’ятний знак жертвам Голодомору 1932 - 1933 рр. (іст.) | історія     |         | (1932-1933) |
| 171  | Ландарі, с.                      | Пам’ятник Володимиру Іллічу Леніну (іст.) | історія     |         | ленін       |
| 172  | Михайлівка, с.                   | Археологічний комплекс Михайлівна (Брусія) І, ур. Брусія: стоянка (доба пізнього неоліту (V тис. до н.е.), поселення (епоха ранньої (XIX- XVIII ст. до н.е.) та пізньої (XV - XIV, XII - X ст. до н.е.) бронзи), селище (початок раннього залізного віку (IX - VIII ст. до н.е.), ранньослов’янський час (V - VI ст.) (археол.) | археологія  |         |             |
| 173  | Михайлівка, с.                   | Археологічний комплекс Михайлівна (Брусія) II, ур. Брусія: городище, селище та рештки курганного могильника роменської культури (X - поч. XI ст.), доби Київської Русі (XII - поч. XIII ст.), післямонгольського часу (2-га пол. XIII - XIV ст.), козацької епохи (кін. XVII - XVIII ст.) (археол.) | археологія  |         |             |
| 174  | Михайлівка, с.                   | Археологічний комплекс Михайлівна (Брусія) III, ур. Брусія: селище (скіфський час, VII - V ст. до н.е., фінал пізнього українського середньовіччя, XVII - XVIII ст.) (археол.) | археологія  |         |             |
| 175  | Михайлівка, с.                   | Археологічний комплекс Михайлівна IV, ур. Церковний горб: петрогліфи на виходах гранітів (доба бронзи - раннього залізного віку (кін. ІІ - І тис. до н.е.) та графіті (фінал пізнього українського середньовіччя (XVIII ст.), нової епохи (XIX - XX ст.) (археол., іст.) | археологія  | історія |             |
| 176  | Михайлівка, с.                   | Курганний могильник І, ур. Лапівщина (скіфський час, VI ст. до н.е.) (археол.) | археологія  |         | курган      |
| 177  | Михайлівка, с.                   | Курганний могильник II (археол.) | археологія  |         | курган      |
| 178  | Михайлівка, с.                   | Курганний могильник III, ур. Брусія (археол.) | археологія  |         | курган      |
| 179  | Михайлівка, с.                   | Чернечоярський печерний монастир, ур. Монастирщина, Вовчий яр, Яковенків яр (XVI—XVIII ст.), курган, (археол.) | археологія  |         |             |
| 180  | Михайлівка, с.                   | Пам’ятник учасникам Громадянської війни (іст.) | історія     |         | (1918-1921) |
| 181  | Міжгір’я, с.                     | «Яворівщина» - заповідне урочище (природа) | природа     |         |             |
| 182  | Міжгір’я, с.                     | Селище Міжгір’я І (скіфський час, VII - IV ст. до н.е.) (археол.) | археологія  |         |             |
| 183  | Міжгір’я, с.                     | Селище Міжгір’я II (скіфський час, VII - IV ст. до н.е.) (археол.) | археологія  |         |             |
| 184  | Міжгір’я, с.                     | Поселення Міжгір’я III (епоха середньої-пізньої бронзи) (археол.) | археологія  |         |             |
| 185  | Міжгір’я, с.                     | Курганний могильник І (археол.) | археологія  |         | курган      |
| 186  | Міжгір’я, с.                     | Могили жертв Голодомору 1932 - 1933 рр. (іст.) | історія     |         | (1932-1933) |
| 187  | Надежда, с.                      | Курганний могильник І (археол.) | археологія  |         | курган      |
| 188  | Надежда, с.                      | Братська могила радянських воїнів, пам’ятний знак полеглим землякам (іст.) | історія     |         | (1941-1945) |
| 189  | Надежда, с.                      | Пам’ятний знак на місці загибелі партизана громадянської війни М. І. Завгороднього (іст.) | історія     |         | (1918-1921) |
| 190  | Надежда, с.                      | Пам’ятний знак жертвам Голодомору 1932 - 1933 рр. (іст.) | історія     |         | (1932-1933) |
| 191  | Нелюбівка, с.                    | Курганний могильник І (археол.) | археологія  |         | курган      |
| 192  | Нелюбівка, с.                    | Пам’ятний знак полеглим землякам (іст.) | історія     |         | (1941-1945) |
| 193  | Нелюбівка, с.                    | Пам’ятний знак жертвам Голодомору (іст.) | історія     |         | (1932-1933) |
| 194  | Нелюбівка, с.                    | Пам’ятник Михайлу Васильовичу Фрунзе (іст.) | історія     |         |             |
| 195  | Одарюківка, с.                   | Одарюківка І, селище (скіфський час, VII - IV ст. до н.е.) (археол.) | археологія  |         |             |
| 196  | Одарюківка, с.                   | Одарюківка II, ур. Кишенці, селище (скіфський час, VII - IV ст. до н.е.) (археол.) | археологія  |         |             |
| 197  | Олефірщина, с.                   | Селище Олефірщина І (скіфський час, VII - IV ст. до н.е.) (археол.) | археологія  |         |             |
| 198  | Олефірщина, с.                   | Поселення Олефірщина II (епоха бронзи) селище (скіфський час, VII - IV ст. до н.е.) (археол.) | археологія  |         |             |
| 199  | Олефірщина, с.                   | Селище Олефірщина III, ур. Левада, (скіфський час, VII - IV ст. до н.е.) (археол.) | археологія  |         |             |
| 200  | Олефірщина, с.                   | Курганний могильник І (скіфський час, кін. VI - IV ст. до н.е.) (археол.) | археологія  |         | курган      |
| 201  | Олефірщина, с.                   | Курганний могильник II, ур. Моргуни (археол.) | археологія  |         | курган      |
| 202  | Олефірщина, с.                   | Курган І (археол.) | археологія  |         | курган      |
| 203  | Олефірщина, с.                   | Пам’ятний знак жертвам Голодомору 1932 - 1933 рр. (іст.) | історія     |         | (1932-1933) |
| 204  | Онацьки, с.                      | Селище Онацьки І (скіфський час, VII - IV ст. до н.е.) (археол.) | археологія  |         |             |
| 205  | Онацьки, с.                      | Поселення Онацьки II (епоха бронзи, друга половина II тис. до н.е.), селище (скіфський час, VII-IV ст. до н.е.) (археол.) | археологія  |         |             |
| 206  | Онацьки, с.                      | Селище Онацьки III (скіфський час (VII - IV ст. до н.е.), черняхівська культура (друга чверть І тис. н.е.) (археол.) | археологія  |         |             |
| 207  | Онацьки, с.                      | Курганний могильник І, майдан (?) (археол.) | археологія  |         | курган      |
| 208  | Онацьки, с.                      | Курган І (археол.) | археологія  |         | курган      |
| 209  | Онацьки, с.                      | Курган II, ур. Харпакова балка (археол.) | археологія  |         | курган      |
| 210  | Орданівка, с.                    | Курганний могильник І (археол.) | археологія  |         | курган      |
| 211  | Орданівка, с.                    | Братська могила радянських воїнів, пам’ятний знак полеглим землякам (іст.) | історія     |         | (1941-1945) |
| 212  | Орданівка, с.                    | Пам’ятний знак на честь воїнів 69 гвардійської стрілецької дивізії (іст.) | історія     |         | (1941-1945) |
| 213  | Орданівка, с.                    | Могила жертви нацизму (іст.) | історія     |         | (1941-1945) |
| 214  | Орданівка, с.                    | Могили жертв Голодомору 1932 - 1933 рр. (іст.) | історія     |         | (1932-1933) |
| 215  | Орданівка, с.                    | Пам’ятник Миколі Олександровичу Щорсу (іст.) | історія     |         |             |
| 216  | Петренки, с.                     | Селище Петренки І (III - V ст. н.е., черняхівська культура), місцезнаходження (епоха бронзи, XVIII - 1 пол. XIX ст.) (археол.) | археологія  |         |             |
| 217  | Петренки, с.                     | Селище Петренки II (скіфський час, \/ІІ-І\/ ст. до н.е.) (археол.) | археологія  |         |             |
| 218  | Петренки, с.                     | Селище Петренки III (черняхівська культура, III-\/ ст. н.е.) (археол.) | археологія  |         |             |
| 219  | Петренки, с.                     | Курганний могильник І (археол.) | археологія  |         | курган      |
| 220  | Петро-Давидівка, с.              | Пам’ятний знак полеглим землякам (іст.) | історія     |         | (1941-1945) |
| 221  | Петро-Давидівка, с.              | Могили жертв Голодомору 1932 - 1933 рр. (іст.) | історія     |         | (1932-1933) |
| 222  | Писарівщина, с.                  | Великобудищанський Троїцький жіночий монастир (колишній Преображенський, Спаський, Писарівщинський) (іст.) | історія     |         |             |
| 223  | Писарівщина, с.                  | Пам’ятний знак полеглим землякам (іст.) | історія     |         | (1941-1945) |
| 224  | Писарівщина, с.                  | Пам’ятник учасникам Громадянської війни (іст.) | історія     |         | (1918-1921) |
| 225  | Писарівщина, с.                  | Братська могила учасників громадянської війни (іст.) | історія     |         | (1918-1921) |
| 226  | Писарівщина, с.                  | Пам’ятний знак жертвам Голодомору 1932 - 1933 рр. (іст.) | історія     |         | (1932-1933) |
| 227  | Писарівщина, с.                  | Будинок зооветтехнікуму, в якому навчалися Герої Радянського Союзу Іван Іванович Даценко, Микола Іванович Дігтяр, Василь Лаврентійович Рева (іст.) | історія     |         |             |
| 228  | Писарівщина, с.                  | Могила Миколи Костянтиновича Пойдеменка (іст.) | історія     |         | могила      |
| 229  | Писарівщина, с.                  | Пам’ятник Володимиру Іллічу Леніну (іст.) | історія     |         | ленін       |
| 230  | Проні, с.                        | Селище Проні І, ур. Буцьке (скіфський час (VI - IV ст. до н.е.), черняхівська культура (друга чверть І тис. н.е.) (археол.) | археологія  |         |             |
| 231  | Проні, с.                        | Курган І (археол.) | археологія  |         | курган      |
| 232  | Проні, с.                        | Курган II (археол.) | археологія  |         | курган      |
| 233  | Слиньків Яр, с.                  | Місце падіння літака МІГ-21 (іст.) | історія     |         |             |
| 234  | Слиньків Яр, с.                  | Місце падіння літака ТУ-16 (іст.) | історія     |         |             |
| 235  | Соколівщина, с. (зняте з обліку) | Могила радянського воїна (іст.) | історія     |         | (1941-1945) |
| 236  | Сохацька Балка, с.               | Курганний могильник І (археол.) | археологія  |         | курган      |
| 237  | Сохацька Балка, с.               | Курган І, ур. Сотницьке (археол.) | археологія  |         | курган      |
| 238  | Сохацька Балка, с.               | Пам’ятний знак жертвам Голодомору 1932 - 1933 рр. (іст.) | історія     |         | (1932-1933) |
| 239  | Стасі, с.                        | Археологічний комплекс Стасі І, ур. Вергузівка (Вали): городище, селище (скіфський час, VII - IV ст. до н.е.), місцезнаходження (черняхівська культура), селище, рештки садиби (остання третина XVII - 2-га пол. XVIII ст.) (археол.) | археологія  |         |             |
| 240  | Стасі, с.                        | Курганний могильник І (археол.) | археологія  |         | курган      |
| 241  | Стасі, с.                        | Курганний могильник II (археол.) | археологія  |         | курган      |
| 242  | Стасі, с.                        | Братська могила радянських воїнів, пам’ятний знак полеглим землякам (іст.) | історія     |         | (1941-1945) |
| 243  | Стасі, с.                        | Братські могили (2) радянських воїнів, жертв війни та жертв нацизму (іст.) | історія     |         | (1941-1945) |
| 244  | Стасі, с.                        | Пам’ятник Тарасу Григоровичу Шевченку (мист.) | мистецтво   |         | Шевченко    |
| 245  | Стасі, с.                        | Пам’ятний знак на честь Марії Костянтинівни Башкирцевої (іст.) | історія     |         |             |
| 246  | Стасі, с.                        | Пам’ятний знак «Борцям за свободу народу» (іст.) | історія     |         | (1918-1921) |
| 247  | Стасі, с.                        | Пам’ятний знак жертвам Голодомору 1932 - 1933 рр. (іст.) | історія     |         | (1932-1933) |
| 248  | Степанівка, с.                   | Курганний могильник І, майдан, ур. Бурти (скіфський час, VII - IV ст. до н.е. (?), XVII - XVIII ст.) (археол.) | археологія  |         | курган      |
| 249  | Степанівка, с.                   | Братська могила учасників Громадянської війни (іст.) | історія     |         | (1918-1921) |
| 250  | Степанівка, с.                   | Пам’ятний знак жертвам Голодомору 1932 - 1933 рр. (іст.) | історія     |         | (1932-1933) |
| 251  | Федорівка, с.                    | Селище Федорівка І (скіфський час, VII - IV ст. до н.е.) (археол.) | археологія  |         |             |
| 252  | Федорівка, с.                    | Курганний могильник І, майдан (скіфський час, VII - IV ст. до н.е. (?), XVII - XVIII ст.) (археол.) | археологія  |         | курган      |
| 253  | Федорівка, с.                    | Курганний могильник II (скіфський час, VII - IV ст. до н.е. (?) (археол.) | археологія  |         | курган      |
| 254  | Чапаєвка, с.                     | Поселення Чапаєвка І (епоха пізньої бронзи, XV - XIII ст. до н.е.), зрубна культура) (археол.) | археологія  |         |             |
| 255  | Чапаєвка, с.                     | Курган І (археол.) | археологія  |         | курган      |
| 256  | Чапаєвка, с.                     | Братська могила радянських воїнів, пам’ятний знак полеглим землякам (іст.) | історія     |         | (1941-1945) |
| 257  | Чапаєвка, с.                     | Могила учасників громадянської війни (іст.) | історія     |         | (1918-1921) |
| 258  | Чапаєвка, с.                     | Пам’ятник-погруддя Василю Івановичу Чапаєву (іст.) | історія     |         |             |
| 259  | Чернечий Яр, с.                  | Селище Чернечий Яр І, ур. Чернечий Яр (Монастирище) (скіфський час, VII - IV ст. до н.е.), (археол.) | археологія  |         |             |
| 260  | Чернечий Яр, с.                  | Селище Чернечий Яр II, ур. Монастирище, (скіфський час, VII - IV ст. до н.е.) (археол.) | археологія  |         |             |
| 261  | Чернечий Яр, с.                  | Селище Чернечий Яр III, (скіфський час, VII - IV ст. до н.е.) (археол.) | археологія  |         |             |
| 262  | Чернечий Яр, с.                  | Пам’ятний знак полеглим землякам (іст.) | історія     |         | (1941-1945) |
| 263  | Чернечий Яр, с.                  | Пам’ятний знак полеглим землякам (іст.) | історія     |         | (1941-1945) |
| 264  | Чернечий Яр, с.                  | Могила радянського воїна (іст.) | історія     |         | (1941-1945) |
| 265  | Чернечий Яр, с.                  | Пам’ятний знак жертвам Голодомору 1932 - 1933 рр. (іст.) | історія     |         | (1932-1933) |
| 266  | Чернечий Яр, с.                  | Пам’ятник Тарасу Григоровичу Шевченку (іст.) | історія     |         | Шевченко    |
| 267  | Чернечий Яр, с.                  | Будинок, в якому народився і жив Даценко Іван Іванович (іст.) | історія     |         |             |
| 268  | Чернещина, с.                    | Курганний могильник І (археол.) | археологія  |         | курган      |